# Sport Club Marsala 1912 1999-2000
Questa pagina raccoglie i dati riguardanti lo Sport Club Marsala 1912 nelle competizioni ufficiali della stagione 1999-2000.

## Divise e sponsor
I colori sociali dello Sport Club Marsala 1912 sono l'azzurro ed il bianco.
| Casa | Trasferta |

## Risultati

### Campionato

#### Girone di andata
| 5 settembre 1999 1ª giornata | Viterbese | 3 – 1 | Marsala |  |

| 12 settembre 1999 2ª giornata | Marsala | 1 – 1 | Juve Stabia |  |

| 19 settembre 1999 3ª giornata | Avellino | 2 – 0 | Marsala |  |

| 26 settembre 1999 4ª giornata | Marsala | 0 – 2 | Catania |  |

| 3 ottobre 1999 5ª giornata | Crotone | 2 – 0 | Marsala |  |

| 10 ottobre 1999 6ª giornata | Marsala | 2 – 1 | Lodigiani |  |

| 17 ottobre 1999 7ª giornata | Ascoli | 5 – 0 | Marsala |  |

| 24 ottobre 1999 8ª giornata | Marsala | 0 – 0 | Palermo |  |

| 7 novembre 1999 9ª giornata | Sporting Benevento | 3 – 0 | Marsala |  |

| 14 novembre 1999 10ª giornata | Marsala | 3 – 3 | Giulianova |  |

| 21 novembre 1999 11ª giornata | Nocerina | 4 – 0 | Marsala |  |

| 28 novembre 1999 12ª giornata | Marsala | 0 – 1 | Ancona |  |

| 5 dicembre 1999 13ª giornata | Fidelis Andria | 2 – 2 | Marsala |  |

| 12 dicembre 1999 14ª giornata | Marsala | 0 – 1 | Arezzo |  |

| 19 dicembre 1999 15ª giornata | Atletico Catania | 1 – 1 | Marsala |  |

| 23 dicembre 1999 16ª giornata | Marsala | 1 – 0 | Castel di Sangro |  |

| 6 gennaio 2000 17ª giornata | Gualdo | 1 – 3 | Marsala |  |

#### Girone di ritorno
| 9 gennaio 2000 18ª giornata | Marsala | 1 – 2 | Viterbese |  |

| 15 gennaio 2000 19ª giornata | Juve Stabia | 0 – 1 | Marsala |  |

| 23 gennaio 2000 20ª giornata | Marsala | 0 – 1 | Avellino |  |

| 30 gennaio 2000 21ª giornata | Catania | 5 – 0 | Marsala |  |

| 6 febbraio 2000 22ª giornata | Marsala | 0 – 1 | Crotone |  |

| 13 febbraio 2000 23ª giornata | Lodigiani | 1 – 2 | Marsala |  |

| 27 febbraio 2000 24ª giornata | Marsala | 0 – 2 | Ascoli |  |

| 5 marzo 2000 25ª giornata | Palermo | 3 – 1 | Marsala |  |

| 12 marzo 2000 26ª giornata | Marsala | 0 – 2 | Sporting Benevento |  |

| 19 marzo 2000 27ª giornata | Giulianova | 2 – 0 | Marsala |  |

| 2 aprile 2000 28ª giornata | Marsala | 1 – 1 | Nocerina |  |

| 9 aprile 2000 29ª giornata | Ancona | 2 – 0 | Marsala |  |

| 16 aprile 2000 30ª giornata | Marsala | 1 – 2 | Fidelis Andria |  |

| 22 aprile 2000 31ª giornata | Arezzo | 5 – 0 | Marsala |  |

| 30 aprile 2000 32ª giornata | Marsala | 0 – 0 | Atletico Catania |  |

| 7 maggio 2000 33ª giornata | Castel di Sangro | 2 – 1 | Marsala |  |

| 14 maggio 2000 34ª giornata | Marsala | 3 – 2 | Gualdo |  |